# Gentiana karelinii
Gentiana karelinii är en gentianaväxtart som beskrevs av August Heinrich Rudolf Grisebach. Gentiana karelinii ingår i släktet gentianor, och familjen gentianaväxter. Inga underarter finns listade i Catalogue of Life.